# Benny Sellman
Benny Sellman   (Kungsbacka, 17 d'octubre de 1944) és un ex-pilot de trial suec. Durant els anys 70 va ser un dels competidors destacats del Campionat d'Europa de trial, anomenat Campionat del Món a partir de 1975, sempre com a pilot oficial de Montesa. Va ser Campió escandinau de trial el 1971 i cinc vegades Campió de Suècia (1970-71 i 1973-75).

## Palmarès
| Any          | Motocicleta  | Campionat del Món | Campionat escandinau | Campionat de Suècia | Títols |
| ------------ | ------------ | ----------------- | -------------------- | ------------------- | ------ |
| 1969         | Montesa      | 12è               |                      |                     | -      |
| 1970         | Montesa      | 4t                |                      | 1r                  | 1      |
| 1971         | Montesa      | 6è                | 1r                   | 1r                  | 2      |
| 1972         | Montesa      | 15è               |                      |                     | -      |
| 1973         | Montesa      | 5è                |                      | 1r                  | 1      |
| 1974         | Montesa      | 7è                |                      | 1r                  | 1      |
| 1975         | Montesa      | 7è                |                      | 1r                  | 1      |
| 1976         | Montesa      | 18è               |                      |                     | -      |
| Total títols | Total títols | 0                 | 1                    | 5                   | 6      |

Notes
1. ↑  Al total de títols s'hi compten tots els campionats estatals o internacionals guanyats
2. ↑  Fins al 1974 el Campionat era d'Europa, i a partir de 1975 va passar a anomenar-se Campionat del Món